# 莫護跋
莫護跋（?—?），慕容部鮮卑酋長。
莫護跋率領其部眾從塞外入居遼西郡。曹魏景初二年（西元238年），追隨曹魏帝國大將軍司馬懿攻擊自称燕王的公孫淵，因其戰功受封「率義王」，居棘城之北。有一子慕容木延。